# Адашевы
Ада́шевы — дворянский род.
Фамильное прозвание Адашевых — восточного происхождения. В летописи (Воскресенской) под 6891 (1382) годом записано: «Тое же осени бысть в Володимери посол лют, именемь Адаш Тахтамыш». Мордовский князь Адаш, живший в XV столетии, стал родоначальником мурз и дворян Акчуриных. В турецком языке есть слово «адаш», сокращенное из «ад-даш», с значением соименник, тезка. Прозвище Адаш не раз встречается в русских родословцах. Среди детей боярских Бежецкой пятины в 1572 году упоминается Адашев сын Лупандин. Фамилия Адашевых угасла в том же XVI столетии, когда и появилась.
По происхождению Адашевы не были людьми знатными. Когда после покорения царства Казанского в Москве был составлен «государев родословец» знатнейших служилых родов, Адашевы попали в него только потому, что родословная книга сочинялась как раз в период их наибольшего влияния на дела. Государев родословец 1555 года дошел до нас в переработанном виде в известной «Бархатной книге». Адашевы занесены были в родословную в самом конце ее, как последняя 43-я глава. Краткая запись умалчивает о происхождении рода Адашевых, но это вовсе не значит, чтобы в Москве не знали, кто был отец и дед боярина Федора Адашева, с которого начинается родословная. Федор Григорьевич, далеко опередивший всю свою родню в местническом отношении и неожиданно сделавшийся боярином на Москве, был первый Адашев и основатель фамилии, заменивший старое родовое прозвище новым семейным. Цель такой замены ясна: чтобы не быть «утягиваемым» в местнических счетах положением родичей, так как честь Адашевых по государевым разрядам далеко превысила их породную честь. Но и помимо того, выделение из рода по новым фамильным прозвищам и простая перемена фамилий были в Москве явлением совершенно обычным. Вот почему и глава об Адашевых в государевом родословце надписана «род Адашев», а не «род Адашевых». Это — «род Адашев», равнозначащее с выражением «род Адаша», указывает, что боярин Федор Григорьевич был сын Адаша, прозвище которого образовало новую фамилию. Такое предположение подтверждается наиболее ранним упоминанием Федора Адашева в актах дипломатических сношений (13 августа 1536 года), где он записан как Федор Адашев сын Олгова.
До нас дошел в подлиннике документ, по которому можно точно проследить происхождение Адашевых от Ольговых — это духовное завещание костромского вотчинника Дм. Тим. Синего, писанное в июле 1510 года и сохранившееся среди монастырских грамот Троице-Сергиевой лавры. Из этого акта видно, что боярин Федор Адашев был сын Григория Адаша и внук Ивана Головы Ольговых. У Ф. П. Минюшского в Новочеркасске находится родословец ХVII столетия, список с «Государева», в котором при роде Адашевых прямо приписано: «А Одашевы преже преже Федорова отца Григорья слыли Ольговы…» Род костромских вотчинников Ольговых становится известен с начала XVI столетия (по сохранившимся документам): Иван Кирей Ольгов в качестве тиуна государя великого князя встречается в грамоте 1507 года. Сын этого тиуна — Иван Киреев сын Ольгов значится в 1556 году в числе кормленщиков; он держал Троицкий стан в Иледоме, вотчин за ним числилось полчетверти сохи. Опала, поразившая Адашевых, коснулась и Ольговых: они были выведены из Костромы, но взамен родовых вотчин получили вотчины в других уездах. В 1568 (7076) году вотчинники Белозерского уезда Федор Никифоров сын Ольгов и Михаил Яковлев сын Путилов продали вотчины свои дьяку Константину Семеновичу Мясоеду-Вислому, причем каждый из продавцов упомянул в документе, что продаваемые вотчины пожалованы были им государем «против (их) старинные костромские вотчины». Федор Ольгов приходился двоюродным братом Михаилу Путилову; таким образом род Ольговых в половине XVI столетия выделил из себя кроме фамилии Адашевых еще другую фамилию Путиловых. Несколько человек Ольговых попали и в новозавоеванную Казань. 22 июня 7091 (1583) года воевода князь Петр Иванович Ростовский да дьяк Грязной Ивашев дали («по государеве… грамоте») Свияжскому Успенскому монастырю в вотчину «Десятовское поместье Олгова». В другой подобной же грамоте от 26 августа 7092 (1584) года упоминается «сыскной список» Федора Ольгова. Подлинные ввозные грамоты хранятся в Свияжском Успенском монастыре. Сами Адашевы также владели вотчинами в Костромском уезде. В 1560 году село Борисоглебское на реке Солонице, вотчина Алексея Федоровича Адашева, было пожаловано царем в вотчину же Ивану Васильевичу Меньшому Шереметеву. Вообще нельзя сомневаться в том, что в XV столетии родоначальники Ольговых имели большие вотчины в Костроме: несмотря на разделение рода на несколько ветвей (Ольговы, Адашевы, Путиловы) в половине шестнадцатого века представители каждой из этих фамилий владели еще собственными «старинными» костромскими вотчинами. Таким образом, Адашевых по происхождению надо причислить к высшему слою служилых костромичей. Адашевы, несомненно, были членами рода старинных и богатых костромских вотчинников.
Большинство наших историков согласно повествуют о незначительности и бедности рода Адашевых. Такое воззрение основано на словах царя Ивана Грозного. В письме к князю Курбскому Грозный отзывается о происхождении Алексея Адашева с желчным презрением. «До того же времени, — пишет царь, — бывшу сему собаке Алексею, вашему начальнику в нашего царствия дворе, в юности нашей не вем каким обычаем из батожников водворившуся, нам же такия измены от вельмож своих видевше, и тако взяв сего от гноища и учиних с вельможами, чающе от него прямыя службы». По-видимому, ясно, что Адашевы происходили из самого простого «всенародства», но слова Грозного отнюдь нельзя понимать буквально. В разгар полемики, мучимый жаждой мщения, царь Иван старается уязвить противника и наслаждается, обзывая начальника «избранной рады», к которой принадлежал и гордый ярославский князь, «собакой», «изменником» и «батожником, взятым от гноища».

## Известные представители
- Адашев, Алексей Фёдорович (ум. 1561) — окольничий, воевода и приближённый Ивана Грозного, член «избранной рады», управлявший всеми внешними делами государства с 1547 по 1553 г.
- Адашев, Даниил Фёдорович (ум. 1561) — воевода, окольничий, младший брат Алексея Адашева, особенно прославившийся походом на крымских татар в 1559 г.
- Адашев, Фёдор Григорьевич (ум. 1556) — боярин.